# Ekologiska Lantbrukarna
Ekologiska Lantbrukarna är en svensk intresseorganisation och ideell organisation för bönder som bedriver ekologiskt jordbruk..
Organisationen startade 1985 som Alternativodlarnas Riksförbund där initiativtagarna samtidigt bildade organisationen KRAV. Det nuvarande namnet antogs 1993. Ekologiska Lantbrukarnas arbete fokuserar på marknadsutveckling, jordbrukspolitik, regelutveckling samt stärkande av miljö, klimat och ekologiska mervärden. Föreningen har 19 aktiva distrikt som driver lokal verksamhet såsom utbildningsträffar och fältvandringar.
Föreningen har åtta förtroende valda riksstyrelseledamöter och ordförande för organisationen är lantbrukaren Erika Olsson som bedriver Onsberga gård utanför Tystberga. Organisationen har ett kansli med ca fyra heltidsanställda och ett antal konsulter knutna till verksamheten.
Organisationen ger ut tidningen Ekologiskt lantbruk som utkommer med omkring 7 nummer per år.